# Fabio Rampelli
Fabio Rampelli (né le 2 août 1960 à Rome) est un homme politique italien, architecte, actuellement député et chef du groupe Frères d'Italie à la Chambre des députés dont il devient vice-président en remplacement de Lorenzo Fontana devenu ministre.

## Biographie
Durant les XIVe et XVe législatures il est député de la circonscription Lazio 1, durant les XVIe et XVIIe législatures il est député de la circonscription Lazio 2. 
En janvier 2024, il participe à un rassemblement néofasciste en hommage aux victimes des meurtres d'Acca Larentia. Confronté à ce sujet lors d'un débat télévisé sur LA7, il déclare que Frères d'Italie adhère à « l'antifascisme historique » mais pas à l'« antifascisme militant »,,. 